# Austrothaumalea chilensis
Austrothaumalea chilensis är en tvåvingeart som beskrevs av Edwards 1930. Austrothaumalea chilensis ingår i släktet Austrothaumalea och familjen mätarmyggor. Inga underarter finns listade.